# Simulium tenerificum
Simulium tenerificum är en tvåvingeart som beskrevs av Crosskey 1988. Simulium tenerificum ingår i släktet Simulium och familjen knott. Inga underarter finns listade i Catalogue of Life.